# Albuca nana
Albuca nana är en sparrisväxtart som beskrevs av Selmar Schönland. Albuca nana ingår i släktet Albuca och familjen sparrisväxter. Inga underarter finns listade i Catalogue of Life.